# Persone di nome Paula
| Questa pagina contiene informazioni ricavate automaticamente dalle voci biografiche con l'ausilio del template Bio e di un bot. L'aggiornamento è periodico e automatico e ricostruisce completamente la pagina. Se manca una persona in questa lista, sei pregato di non aggiungerla, ma accertati piuttosto che la sua voce biografica contenga il template Bio e che i dati anagrafici siano correttamente compilati. Se il template Bio manca, inseriscilo tu stesso o, in alternativa, metti l'avviso {{tmp\|Bio}} che ne segnala la mancanza. Se i dati riportati sono sbagliati, correggi direttamente la voce biografica; le modifiche saranno visibili in questa lista entro pochi giorni. Per chiarimenti vedi il progetto antroponimi. La lista contiene solo le 110 persone che sono citate nell'enciclopedia e per le quali è stato implementato correttamente il template Bio. Pagina aggiornata al 22 giu 2025. |

Questa è una lista di persone presenti nell'enciclopedia che hanno il nome Paula, suddivise per attività principale.

## Attrici(29)
- Paula Barreto, attrice colombiana (Medellín, n. 1979)
- Paula Beer, attrice tedesca (Magonza, n. 1995)
- Paula Brancati, attrice, produttrice televisiva e doppiatrice canadese (Markham, n. 1989)
- Paula Cale, attrice statunitense (Great Falls, n. 1970)
- Paula Devicq, attrice canadese (Edmonton, n. 1965)
- Paula Echevarría, attrice spagnola (Candás, n. 1977)
- Paula Garcés, attrice colombiana (Medellín, n. 1974)
- Paula Irvine, attrice statunitense (Hollywood, n. 1968)
- Paula Kalenberg, attrice tedesca (Dinslaken, n. 1986)
- Paula Kelly, attrice, cantante e ballerina statunitense (Jacksonville, n. 1942 - Whittier, † 2020)
- Paula Malcomson, attrice britannica (Belfast, n. 1970)
- Paula Malia, attrice spagnola (Barcellona, n. 1990)
- Paula Marshall, attrice statunitense (Rockville, n. 1964)
- Paula Morales, attrice e modella uruguaiana (Montevideo, n. 1982)
- Paula Jai Parker, attrice statunitense (Cleveland, n. 1969)
- Paula Patton, attrice statunitense (Los Angeles, n. 1975)
- Paula Pell, attrice, sceneggiatrice e produttrice televisiva statunitense (Joliet, n. 1963)
- Paula Prendes, attrice, conduttrice televisiva e giornalista spagnola (Gijón, n. 1983)
- Paula Prentiss, attrice statunitense (San Antonio, n. 1938)
- Paula Raymond, attrice statunitense (San Francisco, n. 1924 - Los Angeles, † 2003)
- Paula Reca, attrice argentina (Luján, n. 1987)
- Paula Sartor, attrice argentina (Buenos Aires, n. 1990)
- Paula Schramm, attrice e doppiatrice tedesca (Potsdam, n. 1989)
- Paula Stone, attrice statunitense (New York, n. 1912 - Sherman Oaks, † 1997)
- Paula Trickey, attrice statunitense (Amarillo, n. 1966)
- Paula Usero, attrice e modella spagnola (Valencia, n. 1991)
- Paula Wessely, attrice e produttrice cinematografica austriaca (Vienna, n. 1907 - Vienna, † 2000)
- Paula Winslowe, attrice e doppiatrice statunitense (Grafton, n. 1910 - Van Nuys, † 1996)
- Paula del Río, attrice e modella spagnola (Barcellona, n. 2000)

## Attrici teatrali(1)
- Paula Strasberg, attrice teatrale e insegnante statunitense (New York, n. 1909 - New York, † 1966)

## Biatlete(1)
- Paula Botet, biatleta francese (Sallanches, n. 2000)

## Calciatrici(2)
- Paula Myllyoja, calciatrice finlandese (n. 1984)
- Paula Serrano, calciatrice spagnola (Plasencia, n. 1991)

## Cantanti(11)
- Paula Abdul, cantante, attrice e ballerina statunitense (San Fernando, n. 1962)
- Rigoberta Bandini, cantante e doppiatrice spagnola (Barcellona, n. 1990)
- Paula Cole, cantante statunitense (Rockport, n. 1968)
- Paula Koivuniemi, cantante finlandese (Seinäjoki, n. 1947)
- Haiducii, cantante rumena (Bucarest, n. 1971)
- Paula Morelenbaum, cantante brasiliana (Rio de Janeiro, n. 1962)
- Paula, cantante italiana (Parma, n. 1941)
- Erilien, cantante bulgara (Sofia, n. 1972)
- Paula Seling, cantante rumena (Baia Mare, n. 1978)
- Paula Toller, cantante e cantautrice brasiliana (Copacabana, n. 1962)
- Paula Åkesdotter-Jarl, cantante svedese (n. 1972)

## Cantautrici(2)
- Paula Fernandes, cantautrice brasiliana (Sete Lagoas, n. 1984)
- Paula Vesala, cantautrice e attrice finlandese (Kärsämäki, n. 1981)

## Cestiste(9)
- Cristina Ciocan, ex cestista rumena (Satu Mare, n. 1982)
- Paula Gatti, ex cestista argentina (Buenos Aires, n. 1978)
- Paula Ginzo, cestista spagnola (Santoña, n. 1998)
- Paula McGee, cestista statunitense (Flint, n. 1962)
- Paula Misăilă, ex cestista rumena (Focșani, n. 1966)
- Paula Reggiardo, cestista argentina (San Martín, n. 1984)
- Paula Seguí, ex cestista spagnola (Mahón, n. 1982)
- Paula Strautmane, cestista lettone (Riga, n. 1997)
- Paula Sziklai, ex cestista ungherese (n. 1926)

## Cicliste su strada(1)
- Paula Patiño, ciclista su strada colombiana (La Ceja, n. 1997)

## Comiche(1)
- Paula Poundstone, comica e attrice statunitense (Huntsville, n. 1959)

## Conduttrici televisive(2)
- Paula Vázquez, conduttrice televisiva e attrice spagnola (Ferrol, n. 1974)
- Paula Yates, conduttrice televisiva, scrittrice e giornalista britannica (Colwyn Bay, n. 1959 - Londra, † 2000)

## Criminali(1)
- Paula Cooper, criminale statunitense (Gary, n. 1969 - Indianapolis, † 2015)

## Discobole(1)
- Paula Mollenhauer, discobola tedesca (Amburgo, n. 1908 - Amburgo, † 1988)

## Drammaturghe(1)
- Paula Vogel, drammaturga statunitense (Washington, n. 1951)

## Funzionarie(1)
- Paula Jones, funzionaria statunitense (Lonoke, n. 1966)

## Giocatrici di football americano(1)
- Paula Lehtinen, ex giocatrice di football americano finlandese (n. 1985)

## Golfiste(1)
- Paula Reto, golfista sudafricana (Città del Capo, n. 1990)

## Illustratrici(1)
- Paula Scher, illustratrice, pittrice e insegnante statunitense (Washington, n. 1948)

## Judoka(1)
- Paula Pareto, ex judoka argentina (San Fernando, n. 1986)

## Maratonete(1)
- Paula Radcliffe, ex maratoneta e mezzofondista britannica (Davenham, n. 1973)

## Mezzofondiste(1)
- Paula Ivan, ex mezzofondista rumena (Herăști, n. 1963)

## Militari(1)
- Paula Broadwell, militare e giornalista statunitense (Bismarck, n. 1972)

## Modelle(1)
- Paula Guilló, modella spagnola (Elche, n. 1989)

## Nuotatrici(3)
- Paula Barila Bolopa, nuotatrice equatoguineana (Baney, n. 1979)
- Paula Klamburg, sincronetta spagnola (Barcellona, n. 1989)
- Paula Ramírez, nuotatrice artistica spagnola (Barcellona, n. 1996)

## Pallavoliste(2)
- Yamila Nizetich, pallavolista argentina (Córdoba, n. 1989)
- Paula Pequeno, pallavolista brasiliana (Brasilia, n. 1982)

## Pattinatrici di short track(1)
- Paula Bzura, pattinatrice di short track polacca (Białystok, n. 1990)

## Pittrici(1)
- Paula Modersohn-Becker, pittrice tedesca (Dresda, n. 1876 - Worpswede, † 1907)

## Politiche(4)
- Paula Hawkins, politica statunitense (Salt Lake City, n. 1927 - Winter Park, † 2009)
- Paula Poblete, politica e economista cilena (Santiago del Cile, n. 1978)
- Paula Risikko, politica finlandese (Ylihärmä, n. 1960)
- Paula Ruutu, politica e docente finlandese (Värtsilä, n. 1906 - Joensuu, † 1990)

## Produttrici cinematografiche(1)
- Paula Wagner, produttrice cinematografica statunitense (Youngstown, n. 1946)

## Registe(3)
- Paula Hernández, regista e sceneggiatrice argentina (Buenos Aires, n. 1969)
- Paula Ortiz, regista e sceneggiatrice spagnola (Saragozza, n. 1979)
- Paula van der Oest, regista e sceneggiatrice olandese (Laag-Soeren, n. 1964)

## Religiose(2)
- Paula Montal Fornés, religiosa e educatrice spagnola (Arenys de Mar, n. 1799 - Olesa de Montserrat, † 1889)
- Paula de Odivelas, religiosa portoghese (Lisbona, n. 1701 - Odivelas, † 1768)

## Schermitrici(1)
- Paula Marosi, schermitrice ungherese (Budapest, n. 1936 - Budapest, † 2022)

## Sciatrici alpine(2)
- Paula Moltzan, sciatrice alpina statunitense (Robbinsdale, n. 1994)
- Paula Wiesinger, sciatrice alpina italiana (Bolzano, n. 1907 - Castelrotto, † 2001)

## Scrittrici(7)
- Paula Danziger, scrittrice statunitense (Washington, n. 1944 - Washington, † 2004)
- Paula Fox, scrittrice statunitense (New York, n. 1923 - Brooklyn, † 2017)
- Paula Gosling, scrittrice statunitense (Detroit, n. 1939)
- Paula Gunn Allen, scrittrice, poetessa e critica letteraria statunitense (Albuquerque, n. 1939 - Fort Bragg, † 2008)
- Paula Hawkins, scrittrice e giornalista britannica (Salisbury, n. 1972)
- Paula von Preradović, scrittrice e poetessa austriaca (Vienna, n. 1887 - Vienna, † 1951)
- Paula Winkler, scrittrice tedesca (Monaco di Baviera, n. 1877 - Venezia, † 1958)

## Sociologhe(1)
- Paula Quintana, sociologa e politica cilena (Valparaíso, n. 1965 - Valparaíso, † 2023)

## Soprani(1)
- Paula Almerares, soprano argentino (La Plata, n. 1970)

## Storiche delle religioni(1)
- Paula Fredriksen, storica delle religioni statunitense (Kingston, n. 1951)

## Tenniste(5)
- Paula Badosa, tennista spagnola (New York, n. 1997)
- Paula Kania, tennista polacca (Sosnowiec, n. 1992)
- Paula Ormaechea, tennista argentina (Sunchales, n. 1992)
- Paula Smith, ex tennista statunitense (Boulder, n. 1957)
- Paula Cristina Gonçalves, ex tennista brasiliana (Campinas, n. 1990)

## Triatlete(1)
- Paula Newby-Fraser, triatleta zimbabwese (Salisbury, n. 1962)

## Tuffatrici(1)
- Paula Myers-Pope, tuffatrice statunitense (Lackawanna, n. 1934 - Ventura, † 1995)

## Velociste(1)
- Paula Sevilla, velocista spagnola (La Solana, n. 1997)

## Senza attività specificata(1)
- Paula Hitler, austriaca (Hafeld, n. 1896 - Berchtesgaden, † 1960)